# Новая школа императора
«Но́вая шко́ла импера́тора» (англ. The Emperor's New School) — американский мультсериал, трансляция которого велась с января 2006 года по ноябрь 2008 года на телеканале Disney Channel. Продолжение мультфильмов «Похождения императора» и «Похождения императора 2: Приключения Кронка». В центре сюжета — Кузко проходит обучение в Академии Кузко, чтобы стать императором Империи инков. Его бывший советник Изма пытается помешать Кузко окончить школу, чтобы вместо него стать императрицей.
Идея создания мультсериала возникла после того, как «Похождения императора» показал высокие рейтинги на телеканалах. Большинство актёров озвучивания вернулись к работе над шоу. Джей Пи Ману сменил Дэвида Спейда в роли Кузко, а Фред Таташор озвучивал Пачу до тех пор, пока оригинальный актёр, Джон Гудмен, не вернулся во втором сезоне. При создании «Новой школы императора» использовалась традиционная 2D-анимация. Кузко поместили в школьную обстановку для того, чтобы раскрыть причины отсутствия этикета у персонажа и рассказать истории, основанные на повседневных проблемах подросткового возраста.
Премьерный показ «Новой школы императора» состоялся в январе 2006 года на платформах Disney Channel, ABC, Toon Disney и Disney Channel On Demand. Шоу закрылось в 2008 году после смерти исполнительницы роли Измы Эрты Китт. Мультсериал вызвал смешанные отзывы рецензентов. Одни хвалили озвучивание Китт, другие называли персонажей непривлекательными.

## Сюжет и персонажи
«Новая школа императора» рассказывает о том, как будущий император Кузко проходит обучение в Академии Кузко, чтобы вернуть себе трон правителя Империи инков. Необходимость в учёбе возникла во время дня рождения Кузко, когда его готовились официально провозгласить императором, но вместо этого Кузко был изгнан из собственного дворца. По сюжету сериала Кузко осваивает жизненные уроки о значимости дружбы и тяжёлого физического труда, к примеру.
Бывшая императорская советница Кузко Изма маскируется под директора школы, Амзи, и неоднократно пытается помешать Кузко окончить учёбу, чтобы стать императрицей. Её действия мотивированы личными амбициями и желанием отомстить Кузко за то, что он жестоко обращался с ней, когда Изма была его советницей. В первом сезоне Кузко постоянно превращается в животное при помощи зелий Измы, чтобы он не смог выполнить школьные задания. Кронк, помощник Измы, выдаёт себя за одноклассника Кузко. Хотя Кронк — антагонист, он менее коварен, чем Изма, и напротив ему движет чувство служить ей.
Будучи студентом, Кузко живёт с крестьянином Пачей, его женой Чичей и детьми Чакой, Типо и Юпи. Несмотря на противоположный образ жизни, Пача играет роль отца Кузко, помогая ему с выполнением школьных заданий. Также Кузко помогает Мэлина. Характеризуемая своим умом и популярностью Мэлина неоднократно отчитывает Кузко за нарциссизм, безразличие и капризное поведение. Кузко влюблён в Мэлину и часто называет её «горячей красоткой». Среди второстепенных персонажей значатся хранитель записей императора и учитель Кузко, мистер Молегвакко. Тогда как мистер Молегвакко — чьё имя считается анаграммой к «гуакамоле» — является мудрым учителем, он также вспыльчив и часто впадает в отчаяние из-за выходок Кузко.

## Создание

### Идея
Несмотря на кассовый провал «Похождений императора», трансляция мультфильма на платных диснеевских телеканалах привлекла большую аудиторию. Впервые «Похождения императора» транслировался в 2002 году на Disney Channel. Зрительская аудитория составила 1,3 млн детей в возрасте от 6 до 11 лет и 1,2 млн подростков от 9 до 14 лет. В течение трёх лет аудитория росла за счёт повторных показов. Когда мультфильм был показан на Toon Disney, зрительский показатель вырос на 125 процентов. Также фильм успешно продавался на домашних носителях, разойдясь тиражом в несколько миллионов копий на VHS и DVD. Коммерческий успех мультфильма привёл к созданию «Новой школы императора». Мультсериал был официально анонсирован в 2004 году.
Через несколько лет после премьеры мультфильма Disney пригласила Бобса Ганнавея в качестве исполнительного продюсера мультсериала. Ранее Ганнавей занимался телеадаптациями других диснеевских мультфильмов, в частности «Тимон и Пумба» (спин-офф «Короля Льва») и «Лило и Стич» (по мотивам одноимённого фильма). Также Ганнавей работал с режиссёром «Похождений императора» Марком Диндалом над анимационным фильмом 1997 года «Коты не танцуют». Диндал был назначен на пост шоураннера сериала, а режиссёрами стали Хауи Паркинс и Дэвид Нотт. В качестве сценаристов работали Диндал, Кевин Кэмпбелл и Эд Шарлак. В шоу использовалась традиционная 2D-анимация. На ранней стадии разработки создатели решили, что Flash-анимация будет несовместима для шоу. На создание каждого эпизода уходило девять месяцев. «Новая школа императора» стала последним диснеевским спин-оффом для детей старшего дошкольного возраста до того момента, когда в 2017 году вышел мультсериал «Рапунцель: Новая история».
Сценаристы решили поместить Кузко в школьную обстановку, так как, по их мнению, школа поможет рассказать об отсутствии этикета у Кузко. В эпизодах сериала рассказываются истории с нравственным контекстом, в которых Кузко решает проблемы со своими учителями и одноклассниками. Ганнавей признавался, что изначально не всем зрителям может понравиться Кузко из-за его эгоистического поведения, но, как считает продюсер, в сериале персонаж представлен как сочувствующий придурок, который ничему хорошему не научился.

### Актёры озвучивания
Большинство актёров озвучивания оригинального фильма вернулись к работе над мультсериалом. Эрта Китт и Партик Уорбертон вернулись к ролям Измы и Кронка соответственно. Китт неоднократно выражала привязанность к своей героине. «[Дети] знают моё имя и просят произнести одну из фраз... Мне нравится», — рассказывала актриса в одном из интервью. Во время работы над «Новой школой императора» Уорбертон озвучивал в других четырёх мультсериалах, в частности оригинальный сериал Канала Disney «Ким Пять-с-плюсом».
Джей Пи Ману заменил Дэвида Спейда в роли Кузко из «Похождений императора». Также Ману озвучивал персонажа в других произведениях, таких как видеоигра Emperor’s New Groove, эпизод мультсериала «Мышиный дом» под названием «Спросите фон Дрейка» и мультфильм «Волшебное Рождество у Микки». На замену Джона Гудмена, который озвучивал Пачу в оригинальном фильме, пришёл Фред Таташор. Некоторые СМИ предполагали, что роль досталась Брайану Каммингсу, но вместо этого актёр озвучил других персонажей в 11 эпизодах. Во втором сезона Пачу озвучивал Гудмен.
Боб Берген и Уэнди Мэлик вернулись к ролям бельчонка Баки и Чичи соответственно. Берген признавался, что ни разу не работал с Уорбертоном, но во время записи сцен между ними возникла химия. Среди других актёров озвучивания значатся Джессика Ди Чикко (Мэлина), Шэйн Баумель (Тибо), Рип Тейлор (хранитель записей императора) и Кёртис Армстронг (мистер Молегвакко). Приглашённым звёздами стали Майли и Ноа Сайрус, Джоуи Лоуренс, Габриэль Иглесиас и Дилан и Коул Спраус.

## Эпизоды
| Сезон | Серии | Серии | Даты показа    | Даты показа     |
| Сезон | Серии | Серии | Первая серия   | Последняя серия |
| ----- | ----- | ----- | -------------- | --------------- |
| 1     | 21    | 21    | 27 января 2006 | 11 ноября 2006  |
| 2     | 31    | 31    | 23 июня 2007   | 20 ноября 2008  |

## Признание

### Критика

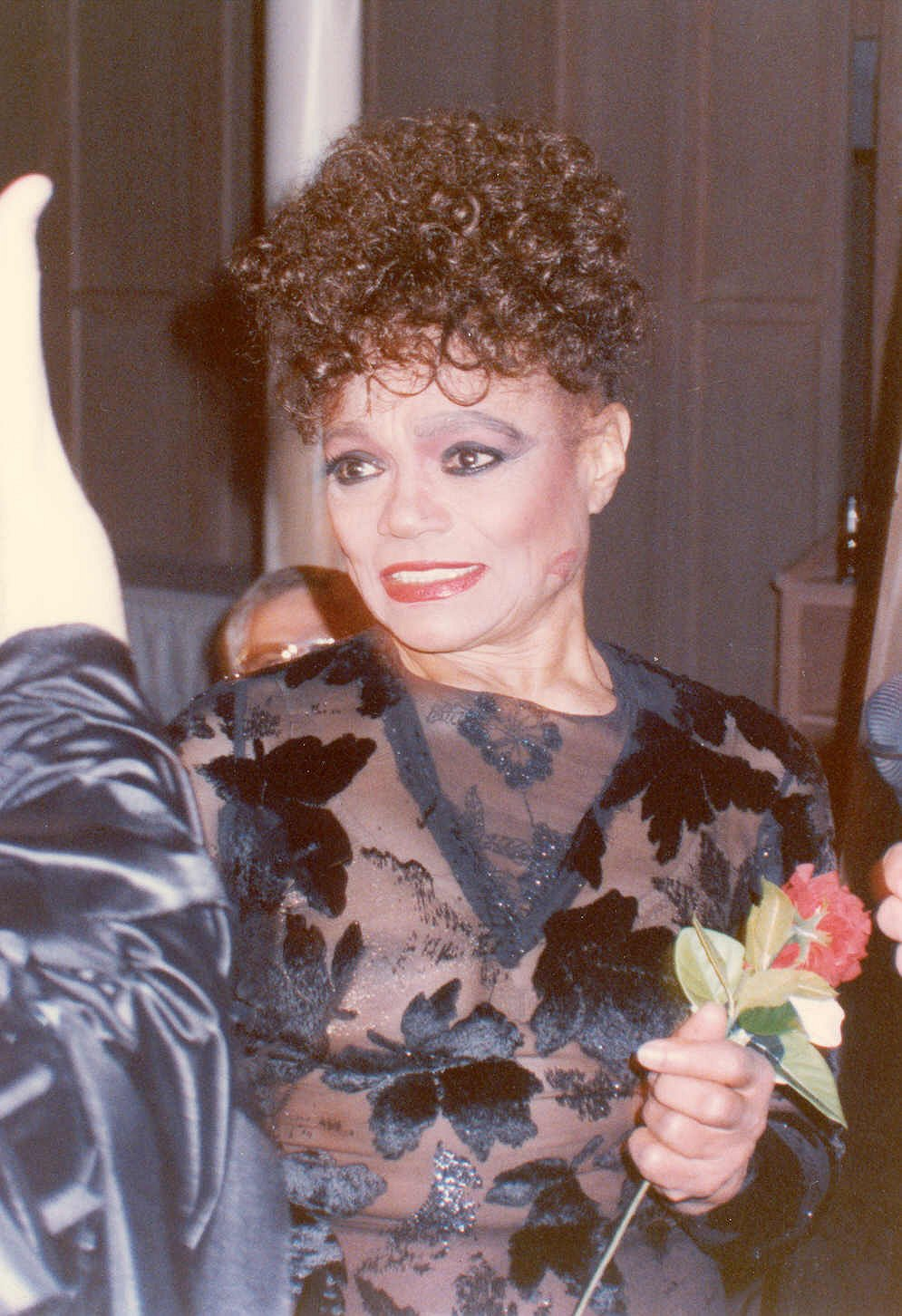
Эрта Китт получила две статуэтки «Энни» и две награды Daytime Emmy Awards за озвучивание Измы.

«Новая школа императора» получила смешанные отзывы критиков. Журналистка издания Pittsburgh Post-Gazette Карен Макферсон похвалила сериал за дерзкий юмор и назвала сегмент «каракули Кузко» изюминкой. По её мнению, акцент на комедийный жанр лишает сюжетные линии нравоучительности. В своём обзоре Пэм Гельман из Common Sense Media раскритиковала тусклую анимацию и надоедливых персонажей и задалась вопросом, зачем они добровольно помогают такому эгоисту, как Кузко.
Актёры озвучивания удостоились похвалы со стороны рецензентов портала Screen Rant Мэтью Трзинский и Катерины Дейли, хотя они сочли, что шоу уступает оригинальному фильму. Писатель книг Дэвид Перлматтер не полюбил мультсериал, но высоко оценил анимацию и озвучивание Китт и Уорбертона. Он критиковал Disney за тенденцию адаптировать практически все фильмы в телевизионные сериалы.

### Награды и номинации
«Новая школа императора» удостоилась нескольких наград и номинаций. За озвучивание персонажа Измы Китт выиграла две статуэтки «Энни» в номинации «Лучшее озвучивание на телевидении» и две награды Daytime Emmy Awards в номинации «Лучшее озвучивание мультсериала». Уорбертон получил ту же номинацию на «Энии», что и Китт в 2007 году, а Ди Чикко была номинирована вместе с Китт на Daytime Emmy Awards в 2008 году. Паркинс удостоился номинации на «Энни» в категории «Лучшую режиссуру на телевидении» за работу над эпизодом «Новая школа императора: Мюзикл».
| Премия              | Год проведения | Номинант                                               | Категория                         | Результат | Ист.   |
| ------------------- | -------------- | ------------------------------------------------------ | --------------------------------- | --------- | ------ |
| Энни                | 2007           | Эрта Китт (эпизод «Кузклон»)                           | Лучшее озвучивание на телевидении | Победа    | [ 33 ] |
| Энни                | 2007           | Патрик Уорбертон (эпизод «Кузклон»)                    | Лучшее озвучивание на телевидении | Номинация | [ 33 ] |
| Энни                | 2008           | Эрта Китт (эпизод «Новая школа императора: Мюзикл»)    | Лучшее озвучивание на телевидении | Победа    | [ 34 ] |
| Энни                | 2008           | Хауи Паркинс (эпизод «Новая школа императора: Мюзикл») | Лучшая режиссура на телевидении   | Номинация | [ 34 ] |
| Daytime Emmy Awards | 2007           | Эрта Китт                                              | Лучшее озвучивание мультсериала   | Победа    | [ 35 ] |
| Daytime Emmy Awards | 2008           | Эрта Китт                                              | Лучшее озвучивание мультсериала   | Победа    | [ 35 ] |
| Daytime Emmy Awards | 2008           | Джессика Ди Чикко                                      | Лучшее озвучивание мультсериала   | Номинация | [ 36 ] |